# قضيبية سهلية طينية
قضيبية سهلية طينية (الاسم العلمي: Aestuariibaculum) هي جنس من البكتيريا، سلبية الغرام، تتبع فصيلة نظيرات الصيفرية.

## أصنوفات
الأصنوفات الأدنى لهذا الكائن:
- كود سباركل
- تحديث القائمة

نوع:Aestuariibaculum scopimerae 
اسم علمي: Aestuariibaculum scopimerae

نوع:Aestuariibaculum suncheonense 
اسم علمي: Aestuariibaculum suncheonense